# シャンバ・ミッチェル
シャンバ・ミッチェル（Sharmba Mitchell、1970年8月27日 - ）は、アメリカ合衆国のプロボクサー。メリーランド州出身。元WBA・IBF暫定世界スーパーライト級王者。

## 来歴
1988年9月23日、プロデビュー。
無敗のまま1993年11月6日、NABF北米ライト級王座を獲得した。しかしレバンダー・ジョンソンに8回KOで敗れ王座から陥落。メジャー世界王座に向け躓いた形となった。
1996年4月11日、WBCアメリカ大陸スーパーライト級王座を獲得。
1997年5月10日、WBAフェデラテンスーパーライト級王座も獲得した。
1998年10月10日、WBA世界スーパーライト級王者カル・ライリーと対戦し、12回判定で勝利して王座を獲得した。同王座を4度防衛した。
2001年2月3日、WBC世界スーパーライト級王者のコンスタンチン・チューと王座統一戦に挑む。結果は7回TKOで敗れ王座を失った。
その後、チューが怪我のための療養中の2004年2月7日、IBF世界スーパーライト級暫定王座をラブモア・ヌドゥと争い、これに勝利して再び世界王座を獲得した。同王座は初防衛に成功するが、同年11月6日に正規王者のチューとの王座統一戦が行われた。この試合は療養明けのチューの試合勘を不安視する声もあったが、ミッチェルは3回TKOで再びチューに敗れ王座から陥落した。
2005年11月19日、フロイド・メイウェザー・ジュニアとのビッグマッチが行われるが、ミッチェルはこの試合でも敗れ、世界戦線への再浮上はならなかった。
2006年8月19日、世界戦線生き残りをかけ新鋭の若手ボクサーポール・ウィリアムスと対戦するが4回KOで敗れ、皮肉にもウィリアムスの名前が売れることになった。

## 獲得タイトル
- NABF北米ライト級王座
- WBCアメリカ大陸スーパーライト級王座
- WBAフェデラテンスーパーライト級王座
- IBF世界スーパーライト級暫定王座
- WBA世界スーパーライト級王座